# 코브
코브(Kobus kob)는 소과 물영양속에 속하는 영양의 일종이다. 사하라 이남 아프리카의 세네갈부터 남수단에 이르는 지역에서 발견된다. 북부 사바나 지역을 따라서 서식하지만, 우간다의 머치슨 폭포와 퀸 엘리자베스 국립공원, 콩고 민주 공화국의 가람바 국립공원과 비룽가 국립공원, 그리고 남수단의 범람원 초식지 등에서 목격되곤 한다. 코브는 범람원과 같은 저지대에서 발견되며, 풀을 먹는다. 주행성 동물이지만, 한낮의 햇볕 아래에서는 활동하지 않고, 무리를 지어 생활한다.

## 아종
- K. k. kob
- K. k. thomasi
- K. k. leucotis